# Dünwald
Dünwald war eine Gemeinde im Unstrut-Hainich-Kreis in Thüringen. Sie wurde am 1. Januar 1994 aus den vormals selbstständigen Gemeinden Beberstedt, Hüpstedt (beide gehören zum historischen Obereichsfeld) und Zaunröden neu gebildet. Als Ergebnis einer Bürgerbefragung wurde die Gemeinde Dünwald zum 1. Januar 2023 aufgelöst. Beberstedt und Hüpstedt wurden dabei in die Stadt und Landgemeinde Dingelstädt im Landkreis Eichsfeld eingemeindet. Zaunröden wechselte zur Gemeinde Unstruttal.

## Geografie
Die Gemeinde Dünwald lag auf der Muschelkalk-Hochfläche des Dün am Nordrand des Unstrut-Hainich-Kreises.

### Gemeindegliederung
Die drei Ortsteile der Gemeinde waren Beberstedt, Hüpstedt und Zaunröden.

## Politik

### Ehemaliger Gemeinderat
Der Rat der Gemeinde Dünwald bestand aus 14 Ratsfrauen und Ratsherren (2009: 12). Die Gemeinderatswahl am 26. Mai 2019 führte zu folgendem Ergebnis:
- CDU 10 Sitze
- Freie Wähler Dünwald 4 Sitze

### Ehemaliger Bürgermeister
Zum ehrenamtlichen Bürgermeister wurde am 15. April 2018 Herr Frank Meyer (CDU) mit 93,4 % der gültigen Stimmen gewählt.

## Wirtschaft und Infrastruktur

### Wasser und Abwasser
Die Gemeinde Dünwald wurde vom Wasserleitungsverband "Ost-Obereichsfeld" Helmsdorf mit Trinkwasser versorgt. Die Aufgabe der Abwasserbeseitigung wurde auf den Zweckverband Wasserversorgung und Abwasserentsorgung Obereichsfeld übertragen.

## Kultur und Sehenswürdigkeiten

### Museen
Das Heimatmuseum wurde im Gutshaus, dem ältesten Gebäude im Ort (von 1582), eingerichtet.

### Pfarrkirche St. Martin
Der Neubau einer Vorgängerkirche wurde am 28. Juni 1740 nach dreijähriger Bauzeit von Weihbischof Christoph Ignatius von Gudenus eingeweiht. Der Hochaltar stammt aus der evangelischen Kilianikirche Mühlhausen (1725) und wurde 1984 in Hüpstedt aufgestellt. Über dem Hauptportal befindet sich in einer Nische eine Skulptur des Hl. Martin aus Kalkstein. Sie wurde 2002 von dem ortsansässigen Künstler Heinz Günther und Peter Svarel aus Bratislava gefertigt. In den Jahren zwischen 2000 und 2005 wurden umfangreiche Renovierungsmaßnahmen vorgenommen.

## Persönlichkeiten
- Andreas Huke (* 3. Dezember 1876 in Hüpstedt; † 26. Januar 1962 in Heilbad Heiligenstadt) Gewerkschaftssekretär, Politiker und MdR (Zentrum)
- Benno Kaufhold (* 16. März 1953 in Hüpstedt), deutscher Politiker (CDU)

## Sonstiges
Gegen Ende des Zweiten Weltkrieges wurde nördlich der Straße nach Reifenstein/Leinefelde eine mobile Abschussrampe für V2-Raketen installiert. Mehr als 200 Zwangsarbeiter aus Holland und Frankreich, die in einem Barackenlager nahe der Schachtanlagen I und II untergebracht waren, mussten bei Eiseskälte schwerste Erdarbeiten verrichten.

### Beberstedt
- Albert Rogge: Beberstedter Chronik. Ergänzt und herausgegeben von Meinolf Jünemann. s. n., Beberstedt 1929.
- Katharina Müller, Christoph Gehrmann: Telefon und Dorffunk – dörfliche Mediennutzung in der DDR. Eine Untersuchung aus Beberstedt zu Medienwahl, Mediennutzung und Medienwandel. In: Eichsfeld-Jahrbuch. Band 15, 2007, ISSN 1610-6741, S. 225–238.
- Paul Hebestreit: 1927 erbaut – 1987 abgebaut. Zur Geschichte der ehemaligen Ziegelei Schmalbauch in Beberstedt. In: Eichsfeld. Heimatzeitschrift des Eichsfeldes. Band 41, Heft 12, 1997, ZDB-ID 913387-2, S. 469–470.
- Heinz Nelz: Ein lohnendes Ziel. Die Pfarrkirche zu Beberstedt. In: Begegnung. Zeitschrift für Katholiken in Kirche und Gesellschaft. Band 26, Heft 3, 1986, ISSN 0005-7800, S. 19–20.

### Hüpstedt
- Edgar Rademacher: Hüpstedt. Heimat und Historie. Ein Geschichts- und Heimatbuch. Mecke, Duderstadt 1999, ISBN 3-932752-33-3.
- Edgar Rademacher: Klima- und Wasserverhältnisse eines Höhendorfes auf dem Dün. Ein Beitrag zum 875jährigen Ortsjubiläum von Hüpstedt (1124–1999). In: Eichsfeld. Jahrbuch. Band 6, 1998, ISSN 1610-6733, S. 136–149.
- Philipp Knieb: Eichsfelder Dorfchroniken. Bernterode, Breitenworbis, Deuna, Gernrode, Hüpstedt, Kirchworbis, Vollenborn (= Quelleneditionen aus dem Bischöflichen Kommissariat Heiligenstadt. Band 1). Eichsfeldverlag, Dortmund 2001, ISBN 3-935782-02-0.

### Zaunröden
- Edgar Rademacher: Das Dorf Zaunröden 1378–2003. Festschrift zum 625-jährigen Ortsjubiläum 2003. Mecke, Duderstadt 2003.
- Edgar Rademacher: Zaunröden, ein siedlungsgeschichtliches Phänomen. In: Eichsfeld. Jahrbuch. Band 3, 1995, S. 97–102.